# Parablennius
Genre
Parablennius (des blennies en français) est un genre de poissons téléostéens de la famille des Blenniidae.

## Liste des espèces
Selon World Register of Marine Species (13 janvier 2023) :
- Parablennius cornutus (Linnaeus, 1758)
- Parablennius cyclops (Rüppell, 1830)
- Parablennius dialloi Bath, 1990
- Parablennius gattorugine (Linnaeus, 1758) -- Blennie gattorugine
- Parablennius goreensis (Valenciennes, 1836)
- Parablennius incognitus (Bath, 1968)
- Parablennius intermedius (Ogilby, 1915)
- Parablennius laticlavius (Griffin, 1926)
- Parablennius lodosus (Smith, 1959)
- Parablennius marmoreus (Poey, 1876)
- Parablennius opercularis (Murray, 1887)
- Parablennius parvicornis (Valenciennes, 1836)
- Parablennius pilicornis (Cuvier, 1829)
- Parablennius ponticus (Slastenenko, 1934)
- Parablennius postoculomaculatus Bath & Hutchins, 1986
- Parablennius rouxi (Cocco, 1833) -- Blennie de Roux
- Parablennius ruber (Valenciennes, 1836) -- Blennie rouge
- Parablennius salensis Bath, 1990
- Parablennius sanguinolentus (Pallas, 1814) -- Blennie palmicorne
- Parablennius serratolineatus Bath & Hutchins, 1986
- Parablennius sierraensis Bath, 1990
- Parablennius tasmanianus (Richardson, 1842)
- Parablennius tentacularis (Brünnich, 1768)
- Parablennius thysanius (Jordan & Seale, 1907)
- Parablennius verryckeni (Poll, 1959)
- Parablennius yatabei (Jordan & Snyder, 1900)
- Parablennius zvonimiri (Kolombatovic, 1892)

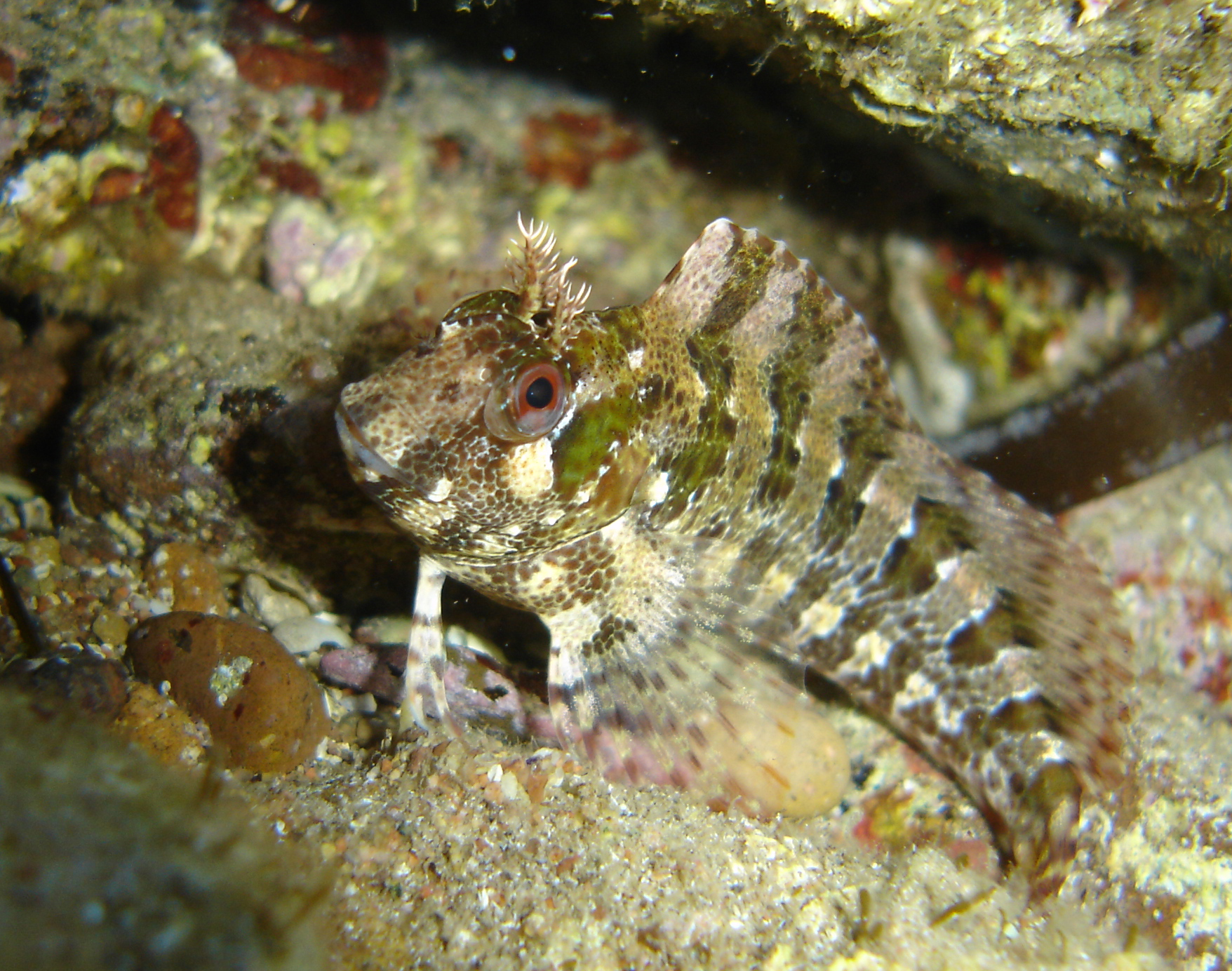
Parablennius gattorugine
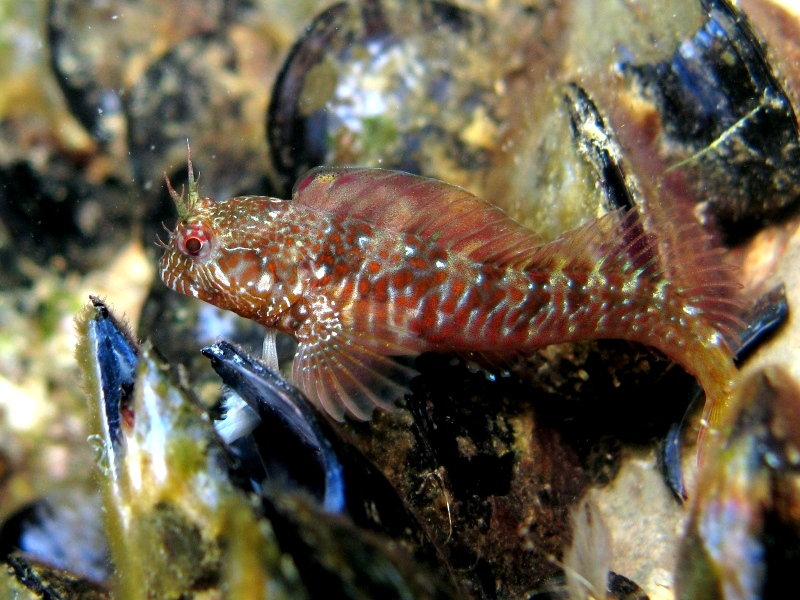
Parablennius incognitus
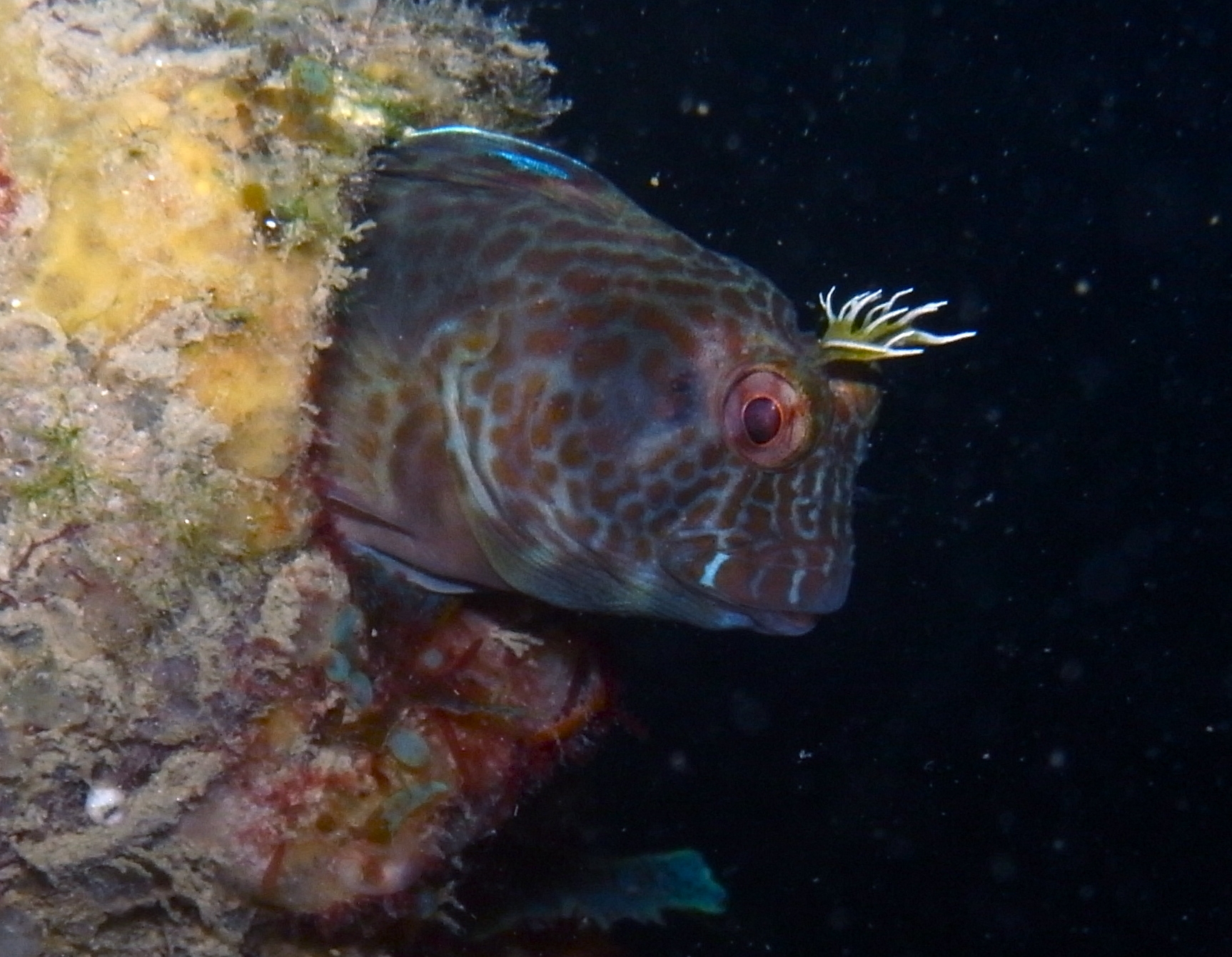
Parablennius intermedius
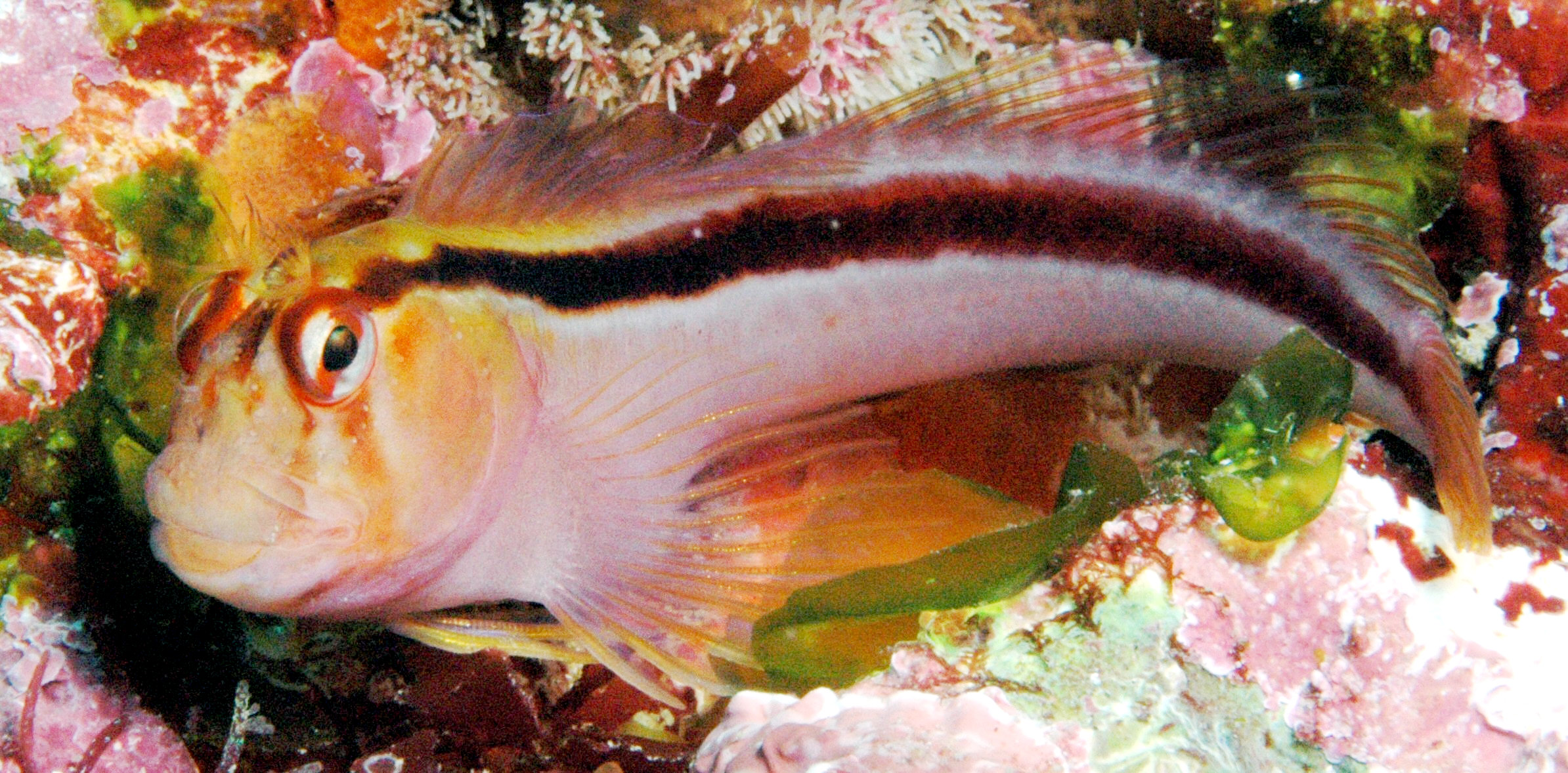
Parablennius laticlavius
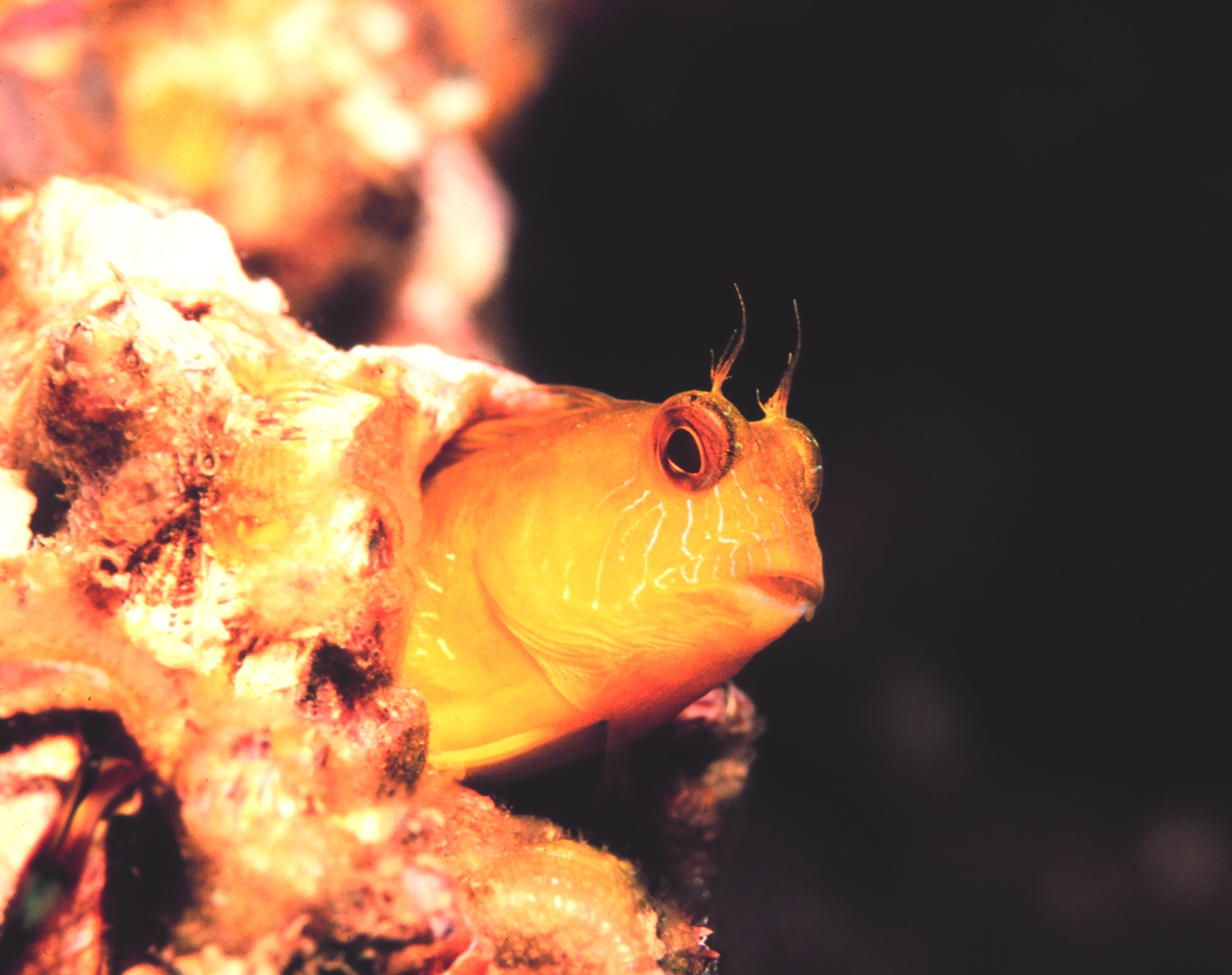
Parablennius marmoreus
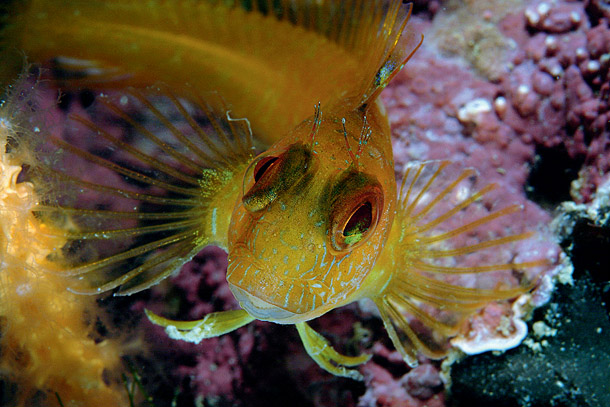
Parablennius pilicornis
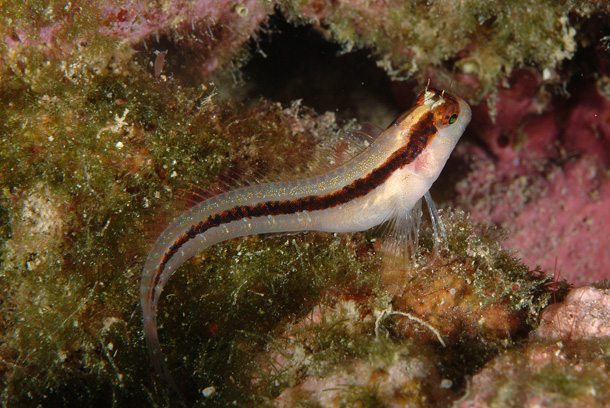
Parablennius rouxi
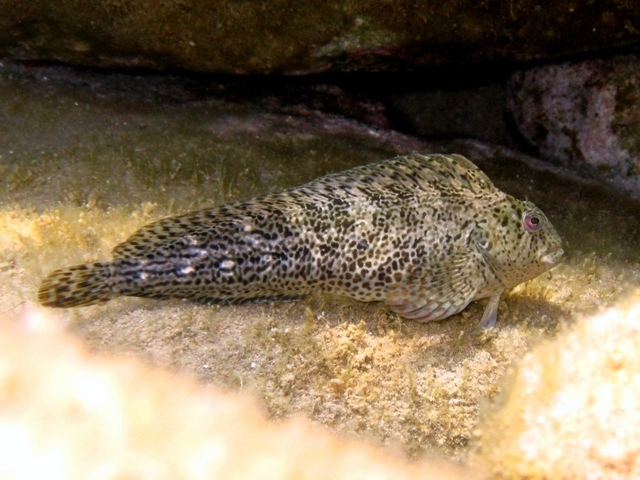
Parablennius sanguinolentus
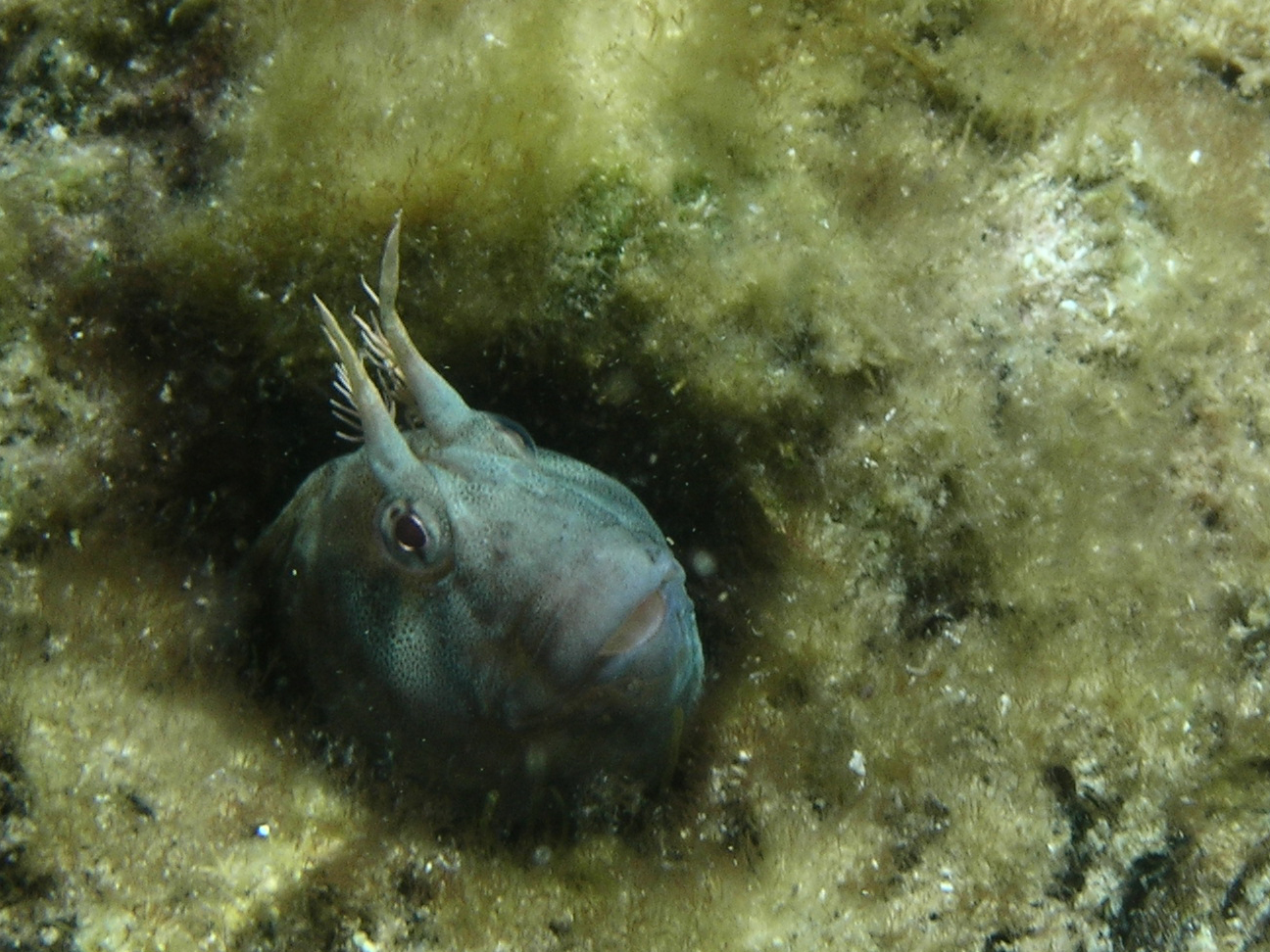
Parablennius tasmanianus
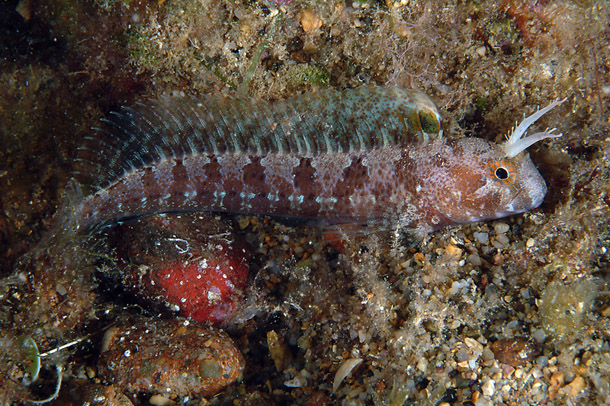
Parablennius tentacularis
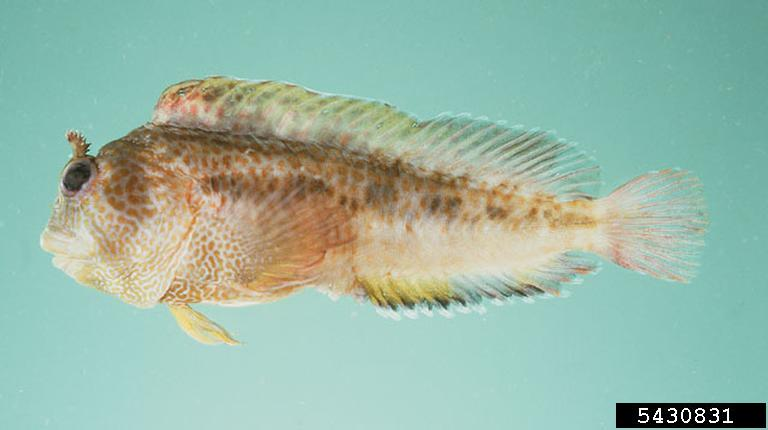
Parablennius thysanius
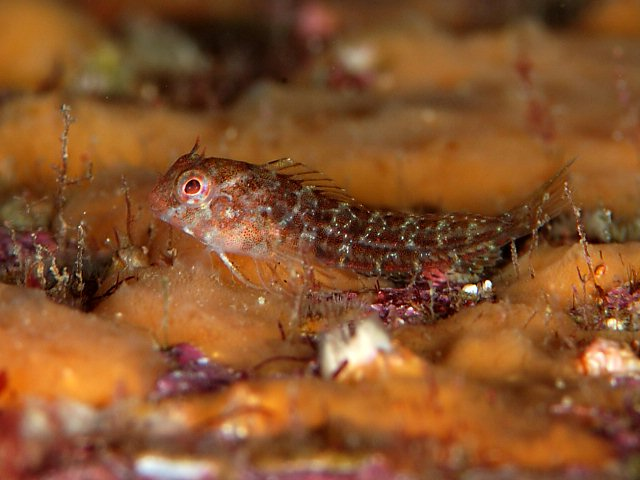
Parablennius yatabei
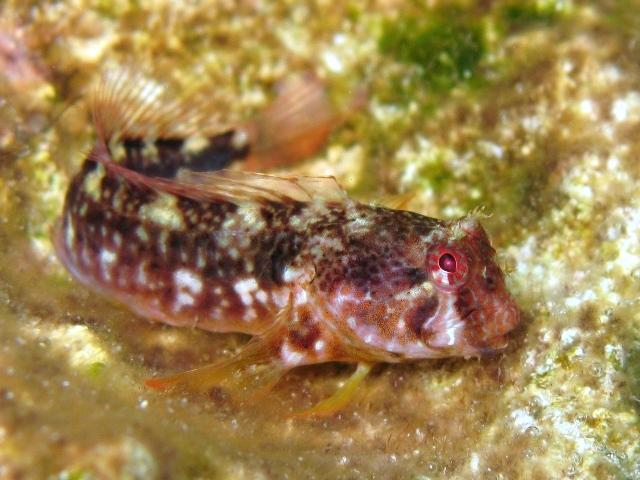
Parablennius zvonimiri